# Reitender Krieger (British Museum Nr. GR 1904.7-3.1)

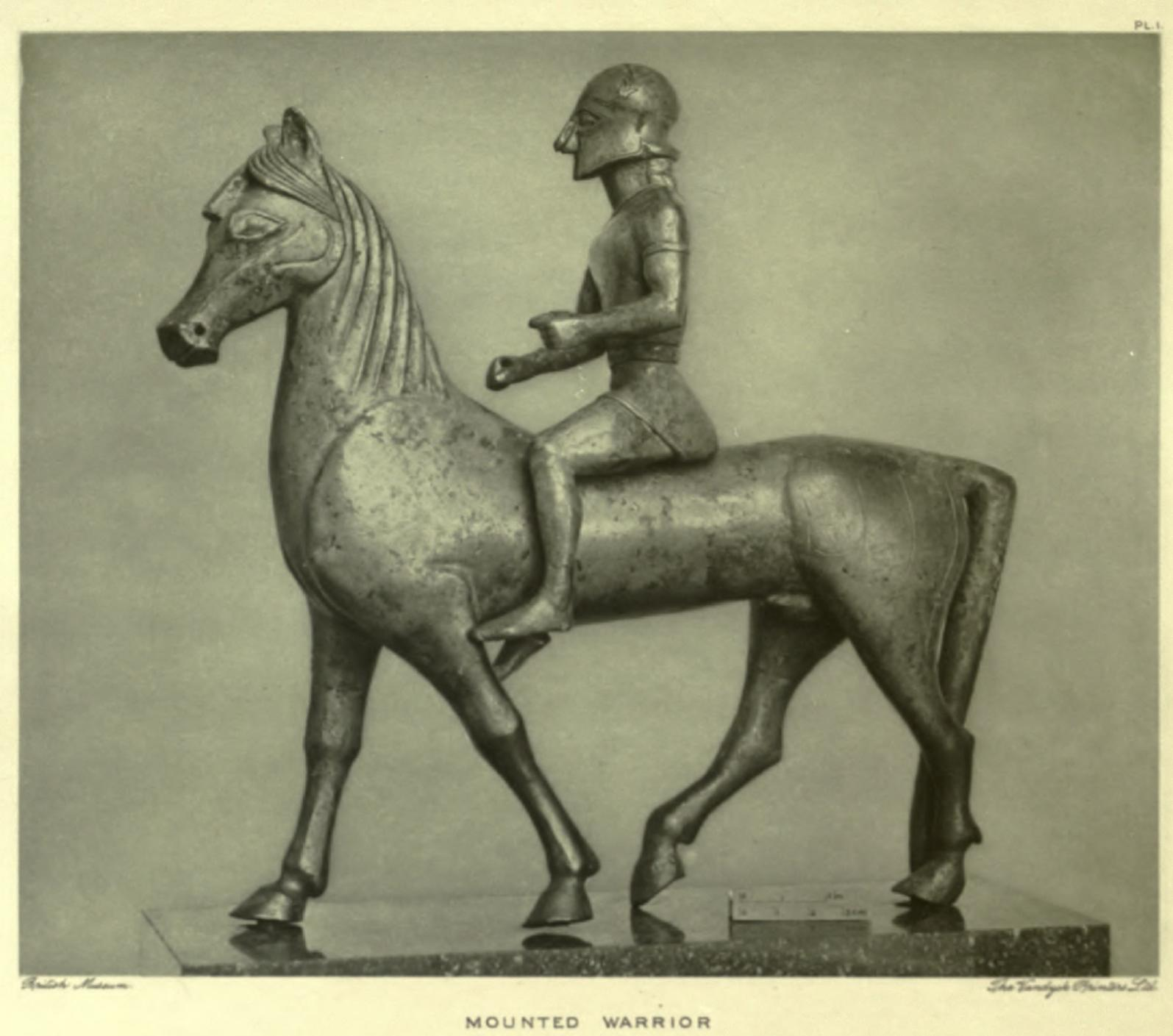

Der reitende Krieger (engl. mounted warrior, oder Bronze horse and rider) ist eine griechisch-antike Statuette aus Bronze im British Museum mit der Inventarnummer GR 1904.7-3.1. Sie war Teil der Sammlung Forman. Sie wurde in Armento gefunden und im Jahr 1904 käuflich erworben.
Die Bronze ist fast unbeschädigt erhalten und mit einer Patina bedeckt. Das Pferd und der abnehmbare Reiter sind separat modelliert und aus massivem Guss hergestellt. Der Reiter wird als junger bartloser Mann dargestellt. Der Helm, der den ganzen Kopf umschließt, ist mit eingravierten Lotosblumen dekoriert. Das Zaumzeug ist verschollen. Der Reiter trägt einen kurzen, gegürteten Chiton.
Es handelt sich um ein bemerkenswertes Beispiel griechischer Bronzekunst des 6. Jahrhunderts v. Chr. der korinthischen Art.